# Эмитент
Эмите́нт (англ. issuer) — организация, которая выпускает (эмитирует) ценные бумаги для развития и финансирования своей деятельности.

## Основные сведения
Эмитентом могут быть юридическое лицо, органы исполнительной власти или органы местного самоуправления, несущие от своего имени обязательства перед владельцами ценных бумаг по осуществлению прав, закреплённых этими ценными бумагами.
Эмитентом может выступать орган исполнительной власти, орган местного самоуправления или юридическое лицо, которому в установленном порядке, на определенных условиях предоставлено право эмиссии (выпуска в обращение) денег, облигаций, акций и других ценных бумаг и документов, включая кредитные, (пластиковые) карточки, дорожные чеки. Эмитент несёт от своего имени обязательства перед владельцами денег и ценных бумаг по осуществлению прав, закреплённых ими.
Эмиссия включает в себя две функции — право выпуска ценных бумаг и обязательства по предоставлению прав, закреплённых выпущенными ценными бумагами. В ряде случаев эмитент делегирует право выпуска ценных бумаг третьим лицам, но обязательства по ценным бумагам оставляет за собой, в этом случае де-факто третье лицо получает выпущенные ценные бумаги в качестве вознаграждения. Подобные схемы встречаются при эмиссии евроцентов и биткойнов.